# Malus sieversii
Яблуня сіверса (Malus sieversii) — дика яблуня, яка походить з гір Центральної Азії на півдні Казахстану.
Нещодавно було показано, що вона є основним предком більшості сортів домашньої яблуні (Malus domestica).
У 1833 році Карл Фрідріх фон Ледебур, німецький натураліст який бачив, як вони ростуть в горах Алтаю, вперше описав її як Pyrus sieversii, через її схожість з грушею. 
Яблуня сіверса росте в багатьох середовищах існування. Вона віддає перевагу високим температурам і коротким зимам, але вона також зустрічається в горах Тянь-Шаню з довгими та суворими зимами. 
Поширена в основному в долині Ілі, оскільки вологий клімат підходить для їх зростання.  
Це листяне дерево висотою від 5 до 12 метрів, зовні дуже схоже на домашню яблуню. Його пилкові зерна різні за розміром і виглядають яйцеподібними.  Плід є найбільшим серед усіх видів яблуні, за винятком M.domamica, до 7 см в діаметрі, що дорівнює за розміром багатьом сучасним сортам яблуні. На відміну від одомашнених сортів, його листя стає червоним восени: це відбувається у 62,2% дерев у дикій природі порівняно з лише 2,8% у звичайних рослин яблуні або 2170 англійських культивованих сортів.  Зараз вид вважається вразливим до зникнення.

## Опис
Яблуня сіверса має здатність до вегетативного розмноження, оскільки вона утворює кореневі нащадки.  Клонова особина виростає з придаткової бруньки на корені з ідентичним генетичним матеріалом материнської рослини.  Спочатку вважалося, що дика яблуня дає кореневі нащадки тільки при пошкодженні верхніх частин рослини, однак є більше доказів того, що ріст кореневих нащадків відбувається у здорових рослин як вид розмноження. 
У яблунь сіверса для правильного розвитку кореневих нащадків необхідна вологість і рівень аерації в поверхневому ґрунті, де розташований материнський корінь. 
Успішний ріст кореневих нащадків також залежить від розташування пагонів, часу росту та стану здоров'я материнської рослини. 
Генетика самонесумісності, система запобігання самозапліднення в покритонасінних, також була вивчена для M. sieversii.  Його генетичне різноманіття щодо власної несумісності значно менше порівняно з його близьким родичем Malus sylvestris.  Хоча яблуня сіверса не має такого різноманіття, вони можуть виживати в дикій природі без стороннього втручання, якщо не буде відбуватися втрати різноманітності.  Провідна теорія такої відсутності різноманітності пов’язана з великим вузьким місцем популяції під час останнього льодовикового періоду, що призвело до того, що дикі популяції M. sieversii повернулися на меншу територію в долині Ілі.  

### Цикл зростання
Цикл росту Яблуні сіверса можна розділити на кілька етапів від проростання та розвитку плодоносних дерев і до загибелі старих дерев. 
- Період I починається від проростання насіння до розвитку вегетативних частин дерева і до першого періоду плодоношення. [5] Зазвичай яблуня цей період досягає в 6-8 років. У цей період спостерігається помітний первинний ріст і значна кількість кореневих нащадків. [5]
- Період II включає більший ріст і плодоношення. [5] Дикі яблуні в цей період зазвичай досягають 10-12 років. [5] Кількість плодів значно збільшується, оскільки відбувається помітний вторинний ріст і розгалуження. [5]
- Період III включає більший ріст і плодоношення. [5] Дикі яблуні в цей період вступають у регулярне плодоношення і досягають максимального плодоношення, зазвичай досягаючи віку 25-30 років [5] Спостерігається зниження швидкості розгалуження та менший ріст периферії крони. [5] Велику кількість вегетативного росту сприяють прикореневі пагони (кореневі нащадки). [5]
- Період IV– повноцінний плодоношення. [5] На цьому етапі розвиток дерев повністю припиняється, і вони досягають приблизно 60-70 років. [5] Розгалуження зменшується, оскільки вони повільно відмирають від основи до периферії. Після 60-70 років у дерев швидко всихають гілки, а потім гинуть. [5]

## Історія
Раніше на основі морфологічних, молекулярних та історичних даних Malus sieversii був визначений як основний внесок у геном культурної яблуні (Malus domestica).  Характерними фруктами, включаючи хрусткість, більшу інтенсивність смаку та вагу плоду, пройшли диференційований відбір людьми для отримання Malus domestica, як це видно сьогодні.  Поширення M. sieversii та його потомства протягом історії можна віднести до Шовкового шляху.  Аналіз ДНК у 2010 році підтвердив M. sieversii як прабатька культурного яблука.  Він має дуже варіабельне генетичне різноманіття, тому є генетичним джерелом стійкості до абіотичного та біотичного стресу, стійкості до багатьох хвороб і унікальних властивостей плодів. 
Алмати, найбільше місто в Казахстані, та колишня його столиця, походить від казахського слова «яблуко» (Алма), і часто перекладається як «повний яблук» (регіон навколо Алмати є природним ареалом для лісів Malus sieversii ); alma також "яблуко" в інших тюркських мовах, а також в угорській.

### Загроза зникнення
Після розпаду СРСР і закриття програми розвитку садівництва місцеве населення почало активно вирубувати дикі сади в Заілійському Алатау. Звільнені території використовуються для будівництва будинків і випасу тварин.
Посадка культурних сортів яблуні в приватних господарствах поблизу диких гаїв та лісів викликає схрещування. 

## Збереження
Malus sieversii був визначений другим пріоритетом збереження в Червоній книзі рослин Китаю, і був позначений як вразливий Міжнародним союзом охорони природи (МСОП). 
Діяльність людини та стихійні лиха є основними причинами зменшення природної популяції та різноманіття  M. sieversii. 
Грибкові патогени, такі як Phytophthora plurivora та Alternaria alternata, також відіграють важливу роль у зниженні популяції M. sieversii, деградуючи вегетативні частини, такі як тонкі частини кореневої системи.   Ця імунна вразливість робить M. sieversii сприйнятливою до більшої кількості паразитів, таких як патогенні комахи Agrilus mali. 

## Галерея

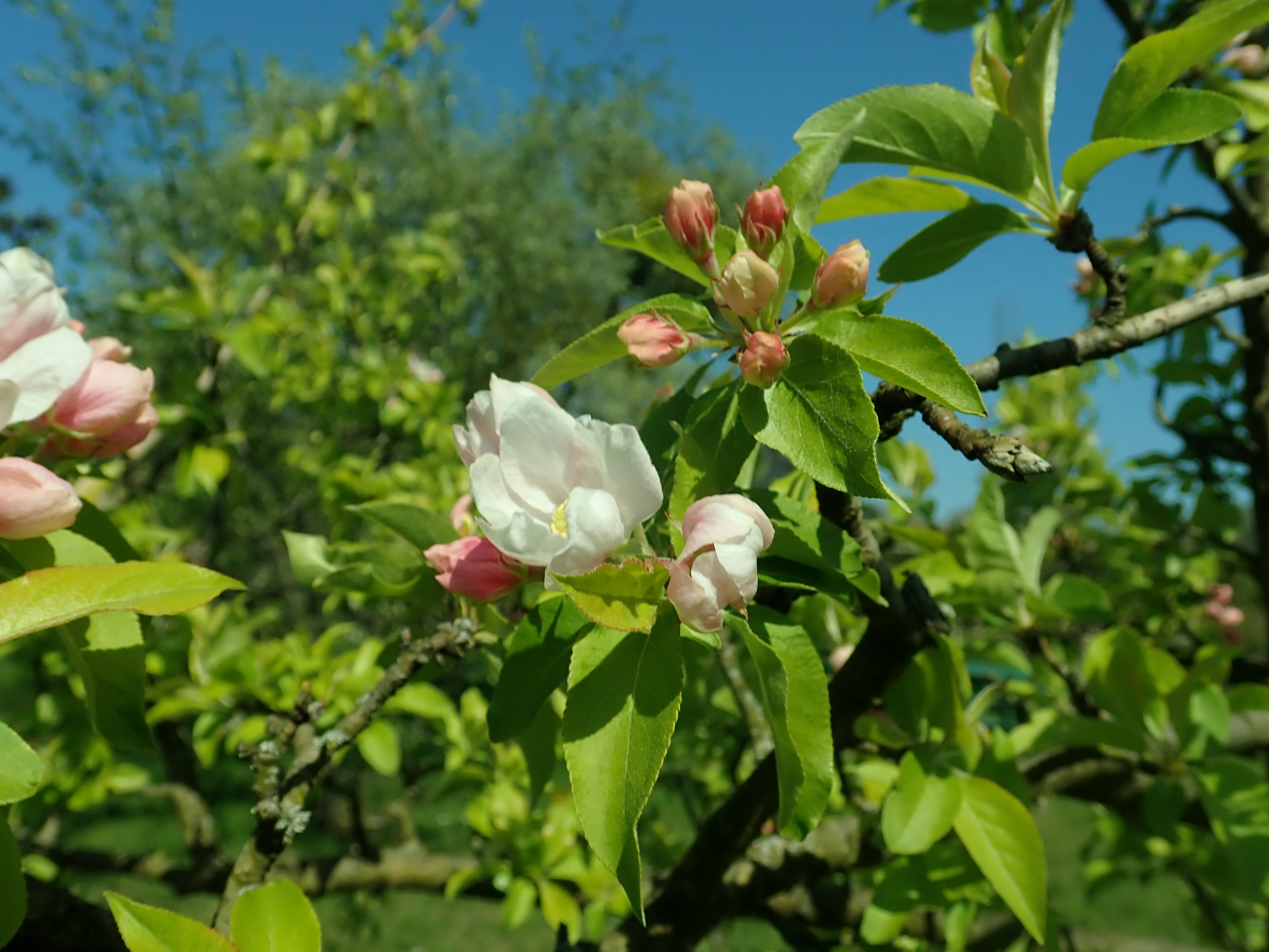
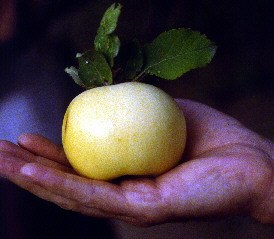
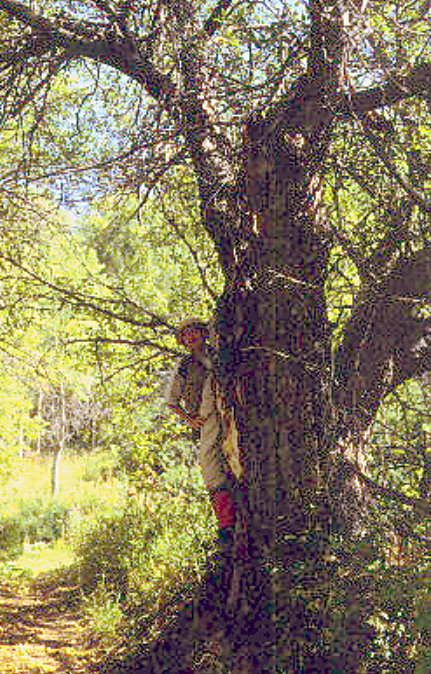
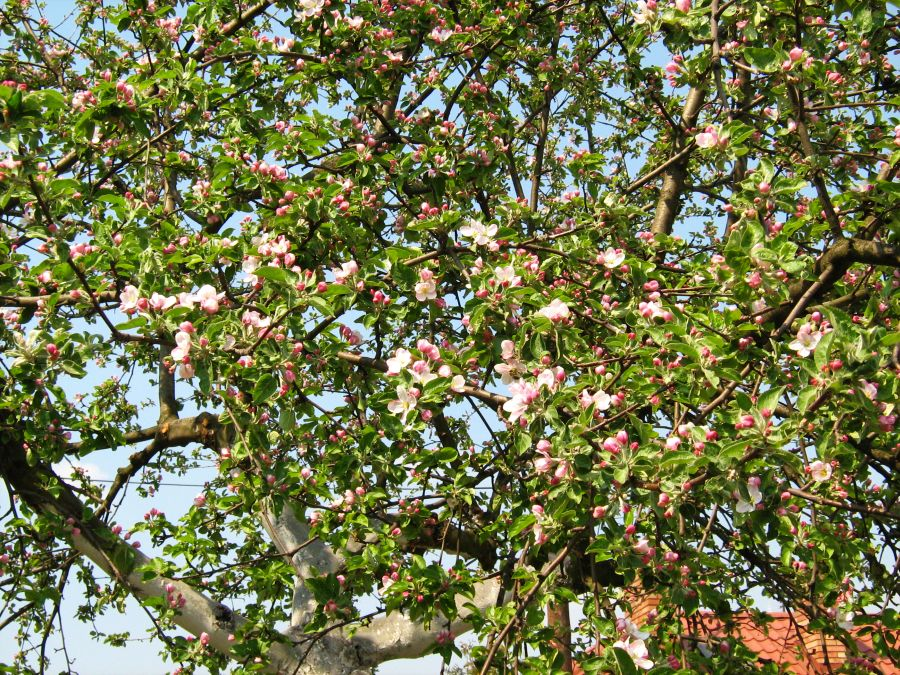
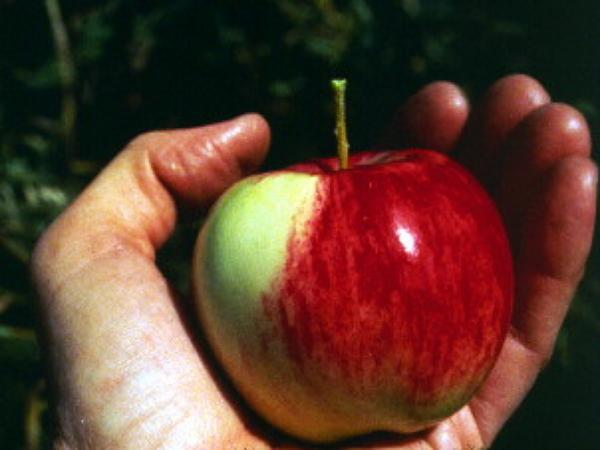
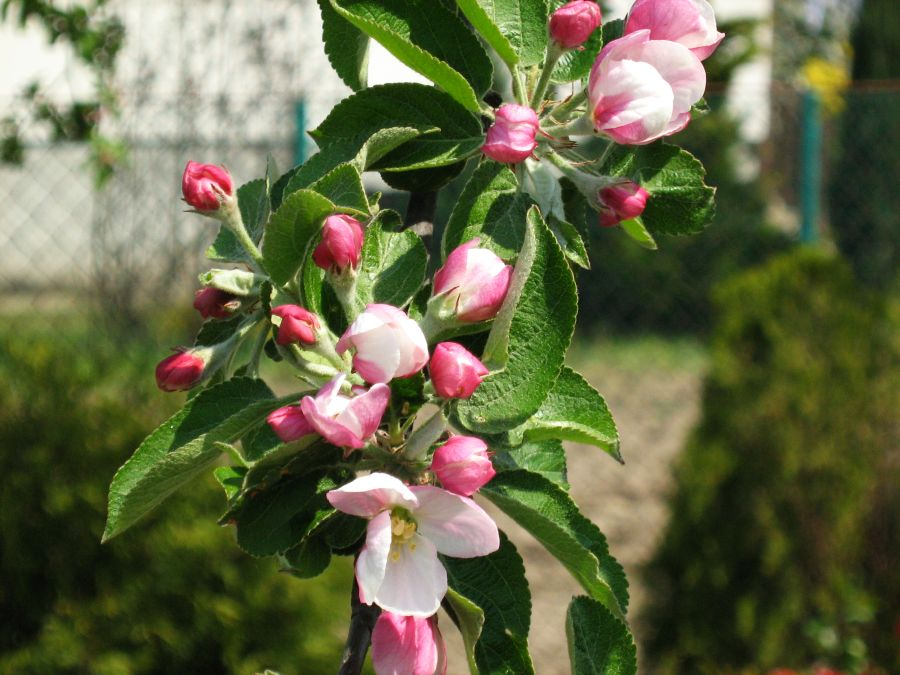
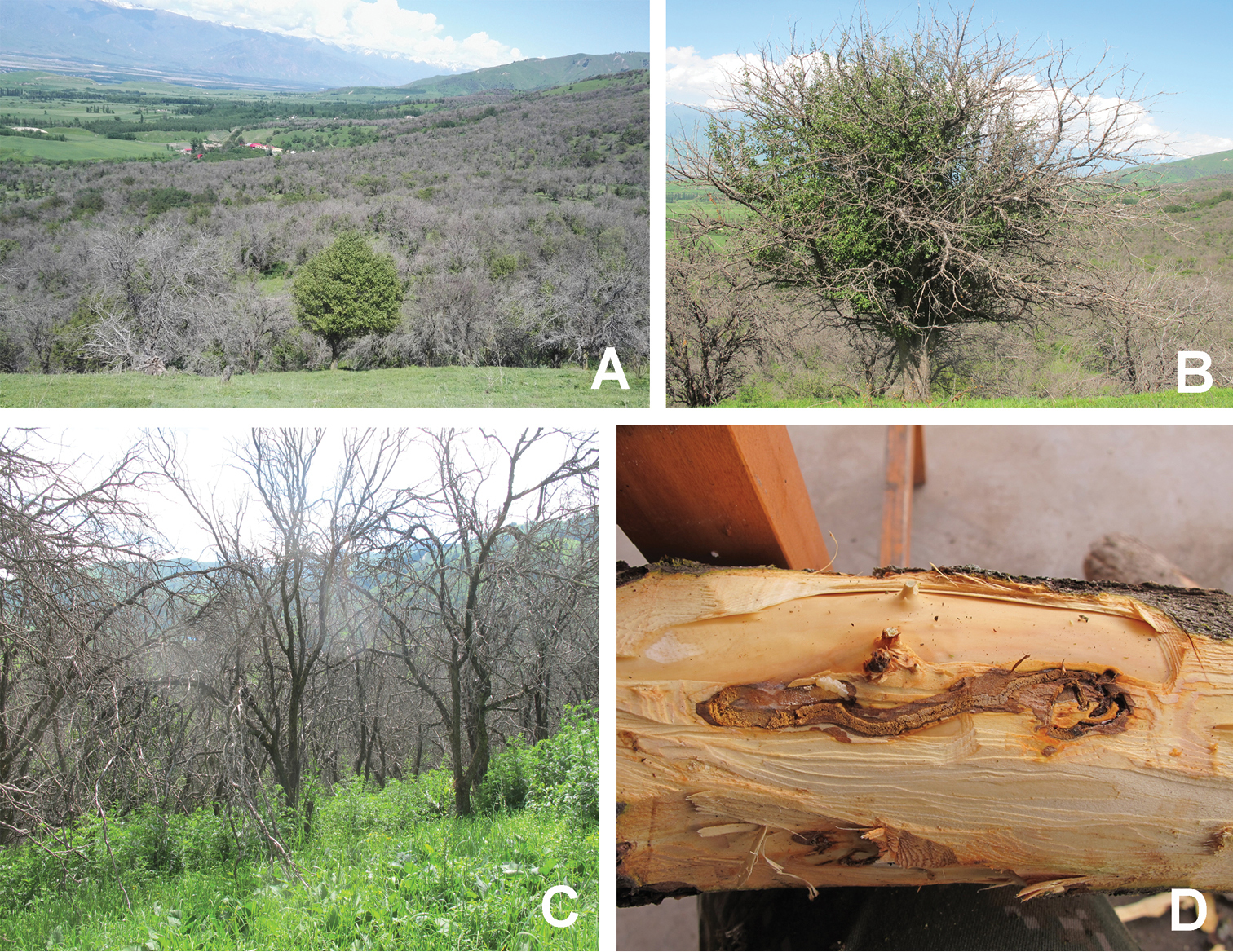